# Gran Premio di superbike di Misano Adriatico 2003
Il Gran Premio di superbike di Misano Adriatico 2003 è stato la settima prova su dodici del campionato mondiale Superbike 2003, disputato il 22 giugno sul circuito di Misano, in gara 1 ha visto la vittoria di Rubén Xaus davanti a James Toseland e Régis Laconi, lo stesso pilota si è ripetuto anche in gara 2, davanti a Neil Hodgson e Pierfrancesco Chili.
La vittoria nella gara valevole per il campionato mondiale Supersport 2003 è stata ottenuta da Fabien Foret, mentre la gara del campionato Europeo della classe Superstock viene vinta da Michel Fabrizio.

## Risultati

### Gara 1

#### Arrivati al traguardo[5]
| Pos. | Nº  | Pilota              | Squadra                  | Motocicletta      | Giri | Tempo     | Griglia | Punti |
| ---- | --- | ------------------- | ------------------------ | ----------------- | ---- | --------- | ------- | ----- |
| 1º   | 11  | Rubén Xaus          | Ducati Fila              | Ducati 999F03     | 25   | 40:22.423 | 12º     | 25    |
| 2º   | 52  | James Toseland      | HM Plant Ducati          | Ducati 998F02     | 25   | +0:00.760 | 3º      | 20    |
| 3º   | 55  | Régis Laconi        | Caracchi NCR Nortel Net. | Ducati 998RS      | 25   | +0:01.711 | 6º      | 16    |
| 4º   | 10  | Gregorio Lavilla    | Alstare Suzuki           | Suzuki GSX-R 1000 | 25   | +0:10.933 | 9º      | 13    |
| 5º   | 9   | Chris Walker        | HM Plant Ducati          | Ducati 998F02     | 25   | +0:20.487 | 13º     | 11    |
| 6º   | 99  | Steve Martin        | D.F.X. Racing            | Ducati 998RS      | 25   | +0:23.234 | 5º      | 10    |
| 7º   | 4   | Troy Corser         | Foggy Petronas Racing    | Petronas FP1      | 25   | +0:27.083 | 8º      | 9     |
| 8º   | 19  | Lucio Pedercini     | Team Pedercini           | Ducati 998RS      | 25   | +0:32.026 | 11º     | 8     |
| 9º   | 6   | Mauro Sanchini      | Kawasaki Bertocchi       | Kawasaki ZX7RR    | 25   | +0:36.701 | 16º     | 7     |
| 10º  | 5   | Ivan Clementi       | Kawasaki Bertocchi       | Kawasaki ZX7RR    | 25   | +0:48.537 | 15º     | 6     |
| 11º  | 20  | Marco Borciani      | D.F.X. Racing            | Ducati 998RS      | 25   | +0:54.636 | 10º     | 5     |
| 12º  | 39  | Alessandro Gramigni | Nuvolari 391             | Yamaha YZF R1     | 25   | +0:57.320 | 20º     | 4     |
| 13º  | 113 | Paolo Blora         | Lucido Corse             | Ducati 996 RS     | 25   | +1:01.084 | 17º     | 3     |
| 14º  | 28  | Serafino Foti       | Team Pedercini           | Ducati 998RS      | 25   | +1:10.003 | 22º     | 2     |
| 15º  | 16  | Sergio Fuertes      | MIR Racing               | Suzuki GSX-R 1000 | 25   | +1:24.423 | 21º     | 1     |
| 16º  | 29  | Giuseppe Zannini    | Team Pro.Con.            | Ducati 998RS      | 25   | +1:26.461 | 26º     |       |
| 17º  | 96  | Luca Pini           | Team Boselli             | Suzuki GSX-R 1000 | 25   | +1:33.879 | 23º     |       |

#### Ritirati
| Nº  | Pilota              | Squadra                | Motocicletta       | Giri | Griglia |
| --- | ------------------- | ---------------------- | ------------------ | ---- | ------- |
| 7   | Pierfrancesco Chili | PSG-1                  | Ducati 998RS       | 24   | 2º      |
| 31  | Vittorio Iannuzzo   | Alstare Suzuki         | Suzuki GSX-R 1000  | 15   | 4º      |
| 15  | Giovanni Bussei     | UnionBike GiMotorsport | Yamaha YZF R1      | 10   | 14º     |
| 91  | Walter Tortoroglio  | White Endurance        | Honda VTR 1000 SP2 | 9    | 24º     |
| 23  | Jiří Mrkývka        | JM SBK Team            | Ducati 998RS       | 6    | 27º     |
| 33  | Juan Borja          | D.F.X. Racing          | Ducati 998RS       | 3    | 7º      |
| 100 | Neil Hodgson        | Ducati Fila            | Ducati 999F03      | 1    | 1º      |
| 35  | Nello Russo         | Team Pedercini         | Ducati 998RS       | 1    | 19º     |
| 70  | Christian Zaiser    | RTZ powered by Rotax   | Aprilia RSV 1000   | 0    | 25º     |

### Gara 2

#### Arrivati al traguardo[6]
| Pos. | Nº  | Pilota              | Squadra                  | Motocicletta      | Giri | Tempo     | Griglia | Punti |
| ---- | --- | ------------------- | ------------------------ | ----------------- | ---- | --------- | ------- | ----- |
| 1º   | 11  | Rubén Xaus          | Ducati Fila              | Ducati 999F03     | 25   | 40:17.321 | 12º     | 25    |
| 2º   | 100 | Neil Hodgson        | Ducati Fila              | Ducati 999F03     | 25   | +0:00.244 | 1º      | 20    |
| 3º   | 7   | Pierfrancesco Chili | PSG-1                    | Ducati 998RS      | 25   | +0:06.896 | 2º      | 16    |
| 4º   | 55  | Régis Laconi        | Caracchi NCR Nortel Net. | Ducati 998RS      | 25   | +0:13.814 | 6º      | 13    |
| 5º   | 10  | Gregorio Lavilla    | Alstare Suzuki           | Suzuki GSX-R 1000 | 25   | +0:17.399 | 9º      | 11    |
| 6º   | 19  | Lucio Pedercini     | Team Pedercini           | Ducati 998RS      | 25   | +0:19.345 | 11º     | 10    |
| 7º   | 31  | Vittorio Iannuzzo   | Alstare Suzuki           | Suzuki GSX-R 1000 | 25   | +0:24.651 | 4º      | 9     |
| 8º   | 9   | Chris Walker        | HM Plant Ducati          | Ducati 998F02     | 25   | +0:29.164 | 13º     | 8     |
| 9º   | 99  | Steve Martin        | D.F.X. Racing            | Ducati 998RS      | 25   | +0:32.310 | 5º      | 7     |
| 10º  | 4   | Troy Corser         | Foggy Petronas Racing    | Petronas FP1      | 25   | +0:33.516 | 8º      | 6     |
| 11º  | 6   | Mauro Sanchini      | Kawasaki Bertocchi       | Kawasaki ZX7RR    | 25   | +0:44.197 | 16º     | 5     |
| 12º  | 33  | Juan Borja          | D.F.X. Racing            | Ducati 998RS      | 25   | +0:52.247 | 7º      | 4     |
| 13º  | 5   | Ivan Clementi       | Kawasaki Bertocchi       | Kawasaki ZX7RR    | 25   | +0:52.628 | 15º     | 3     |
| 14º  | 20  | Marco Borciani      | D.F.X. Racing            | Ducati 998RS      | 25   | +1:01.445 | 10º     | 2     |
| 15º  | 39  | Alessandro Gramigni | Nuvolari 391             | Yamaha YZF R1     | 25   | +1:02.445 | 20º     | 1     |
| 16º  | 16  | Sergio Fuertes      | MIR Racing               | Suzuki GSX-R 1000 | 25   | +1:11.728 | 21º     |       |
| 17º  | 113 | Paolo Blora         | Lucido Corse             | Ducati 996 RS     | 25   | +1:17.352 | 17º     |       |
| 18º  | 29  | Giuseppe Zannini    | Team Pro.Con.            | Ducati 998RS      | 25   | +1:29.848 | 26º     |       |
| 19º  | 96  | Luca Pini           | Team Boselli             | Suzuki GSX-R 1000 | 25   | +1:36.711 | 23º     |       |

#### Ritirati
| Nº | Pilota             | Squadra                | Motocicletta       | Giri | Griglia |
| -- | ------------------ | ---------------------- | ------------------ | ---- | ------- |
| 52 | James Toseland     | HM Plant Ducati        | Ducati 998F02      | 14   | 3º      |
| 23 | Jiří Mrkývka       | JM SBK Team            | Ducati 998RS       | 11   | 27º     |
| 35 | Nello Russo        | Team Pedercini         | Ducati 998RS       | 10   | 19º     |
| 15 | Giovanni Bussei    | UnionBike GiMotorsport | Yamaha YZF R1      | 2    | 14º     |
| 28 | Serafino Foti      | Team Pedercini         | Ducati 998RS       | 2    | 22º     |
| 91 | Walter Tortoroglio | White Endurance        | Honda VTR 1000 SP2 | 1    | 24º     |

### Supersport

#### Arrivati al traguardo
| Pos. | Nº  | Pilota                | Squadra               | Motocicletta    | Giri | Tempo     | Griglia | Punti |
| ---- | --- | --------------------- | --------------------- | --------------- | ---- | --------- | ------- | ----- |
| 1º   | 1   | Fabien Foret          | Kawasaki R.T. KRT     | Kawasaki ZX6RR  | 23   | 37'55.497 | 4º      | 25    |
| 2º   | 2   | Katsuaki Fujiwara     | Alstare Suzuki        | Suzuki GSX 600R | 23   | +1.661    | 5º      | 20    |
| 3º   | 23  | Broc Parkes           | Dark Dog Honda BKM    | Honda CBR 600RR | 23   | +3.953    | 7º      | 16    |
| 4º   | 3   | Stéphane Chambon      | Alstare Suzuki        | Suzuki GSX 600R | 23   | +8.067    | 8º      | 13    |
| 5º   | 8   | Jörg Teuchert         | Yamaha Deutschland    | Yamaha YZF R6   | 23   | +10.940   | 21º     | 11    |
| 6º   | 93  | Christian Kellner     | Yamaha Deutschland    | Yamaha YZF R6   | 23   | +11.271   | 9º      | 10    |
| 7º   | 15  | Alessio Corradi       | Italia Spadaro F.R.   | Yamaha YZF R6   | 23   | +12.391   | 6º      | 9     |
| 8º   | 16  | Simone Sanna          | Yamaha Belgarda       | Yamaha YZF R6   | 23   | +17.319   | 1º      | 8     |
| 9º   | 12  | Christophe Cogan      | Dark Dog Honda BKM    | Honda CBR 600RR | 23   | +24.652   | 16º     | 7     |
| 10º  | 22  | Stefano Cruciani      | Kawasaki Bertocchi    | Kawasaki ZX6RR  | 23   | +26.136   | 23º     | 6     |
| 11º  | 21  | Matthieu Lagrive      | Yamaha France - Ipone | Yamaha YZF R6   | 23   | +28.189   | 18º     | 5     |
| 12º  | 116 | Sébastien Charpentier | Klaffi Honda          | Honda CBR 600RR | 23   | +31.567   | 17º     | 4     |
| 13º  | 89  | Alessandro Polita     | Team Trasimeno        | Yamaha YZF R6   | 23   | +33.532   | 13º     | 3     |
| 14º  | 9   | Iain MacPherson       | Van Zon Honda T.K.R.  | Honda CBR 600RR | 23   | +42.474   | 19º     | 2     |
| 15º  | 88  | Ivan Goi              | Team Tienne           | Yamaha YZF R6   | 23   | +47.125   | 24º     | 1     |
| 16º  | 96  | Matteo Baiocco        | Max Moto Sport        | Yamaha YZF R6   | 23   | +58.855   | 20º     |       |
| 17º  | 78  | Camillo Mariottini    | Max Moto Sport        | Yamaha YZF R6   | 23   | +1'07.492 | 26º     |       |
| 18º  | 34  | Didier Van Keymeulen  | Saveko Racing         | Kawasaki ZX6RR  | 23   | +1'07.883 | 27º     |       |
| 19º  | 79  | Cristian Magnani      | Imperiale Moto        | Yamaha YZF R6   | 23   | +1'08.405 | 25º     |       |

#### Ritirati
| Nº | Pilota                   | Squadra               | Motocicletta    | Giri | Griglia |
| -- | ------------------------ | --------------------- | --------------- | ---- | ------- |
| 69 | Gianluca Nannelli        | Lorenzini by Leoni    | Yamaha YZF R6   | 20   | 12º     |
| 18 | Robert Ulm               | Klaffi Honda          | Honda CBR 600RR | 16   | 14º     |
| 71 | Werner Daemen            | Van Zon Honda T.K.R.  | Honda CBR 600RR | 14   | 15º     |
| 77 | Thierry van den Bosch    | Yamaha France - Ipone | Yamaha YZF R6   | 12   | 22º     |
| 4  | Jurgen van den Goorbergh | Yamaha Belgarda       | Yamaha YZF R6   | 11   | 3º      |
| 17 | Pere Riba                | Kawasaki R.T. KRT     | Kawasaki ZX6RR  | 10   | 11º     |
| 7  | Chris Vermeulen          | Ten Kate Honda        | Honda CBR 600RR | 8    | 2º      |
| 31 | Karl Muggeridge          | Ten Kate Honda        | Honda CBR 600RR | 6    | 10º     |
| 11 | Arno Visscher            | Saveko Racing         | Kawasaki ZX6RR  | 0    | 28º     |

### Superstock

#### Arrivati al traguardo
| Pos. | Nº | Pilota                 | Squadra                   | Motocicletta        | Giri | Tempo     | Griglia | Punti |
| ---- | -- | ---------------------- | ------------------------- | ------------------- | ---- | --------- | ------- | ----- |
| 1º   | 84 | Michel Fabrizio        | Alstare Suzuki Italia     | Suzuki GSX 1000R    | 15   | 24'58.378 | 2º      | 25    |
| 2º   | 10 | Riccardo Chiarello     | D.F.X. Racing             | Ducati 999S         | 15   | +0.094    | 11º     | 20    |
| 3º   | 38 | Lorenzo Lanzi          | Rox Racing                | Ducati 999S         | 15   | +0.104    | 5º      | 16    |
| 4º   | 6  | Lorenzo Alfonsi        | Italia Lorenzini by Leoni | Yamaha YZF R1       | 15   | +0.209    | 4º      | 13    |
| 5º   | 57 | Ilario Dionisi         | Celani                    | Suzuki GSX 1000R    | 15   | +0.643    | 1º      | 11    |
| 6º   | 73 | Bernat Martínez        | MIR Racing                | Suzuki GSX 1000R    | 15   | +8.480    | 12º     | 10    |
| 7º   | 37 | William De Angelis     | Rox Racing                | Ducati 999S         | 15   | +9.056    | 10º     | 9     |
| 8º   | 5  | Alessio Velini         | Italia Lorenzini by Leoni | Yamaha YZF R1       | 15   | +11.016   | 13º     | 8     |
| 9º   | 16 | Enrique Rocamora       | Electrolombar Racing      | Suzuki GSX 1000R    | 15   | +17.098   | 8º      | 7     |
| 10º  | 8  | James Ellison          | HAP Racing                | Suzuki GSX 1000R    | 15   | +17.487   | 9º      | 6     |
| 11º  | 28 | Giacomo Romanelli      | Special XGear             | Suzuki GSX 1000R    | 15   | +19.302   | 16º     | 5     |
| 12º  | 78 | Alessandro Buzzi       | Moto Racing               | Suzuki GSX 1000R    | 15   | +32.405   | 7º      | 4     |
| 13º  | 25 | Alessandro Brannetti   | FbC Racing                | Aprilia RSV 1000R   | 15   | +32.910   | 18º     | 3     |
| 14º  | 40 | Maurizio Bottalico     | Special XGear             | Suzuki GSX 1000R    | 15   | +38.982   | 24º     | 2     |
| 15º  | 21 | Fabrizio De Marco      | Magic Bike Ducci F.R.     | Yamaha YZF R1       | 15   | +39.396   | 15º     | 1     |
| 16º  | 41 | Pierrot Lerat-Vanstaen | Plein Gaz                 | Suzuki GSX 1000R    | 15   | +39.813   | 22º     |       |
| 17º  | 22 | Christian Dal Corso    | Rox Racing                | Ducati 999S         | 15   | +44.326   | 19º     |       |
| 18º  | 44 | John Laverty           | EMS Racing                | Suzuki GSX 1000R    | 15   | +48.841   | 25º     |       |
| 19º  | 77 | Nicolas Saelens        | Van Zon Honda Sitra       | Honda CBR 900RR     | 15   | +59.281   | 28º     |       |
| 20º  | 23 | Gerry Gepts            | Black Racing              | Suzuki GSX 1000R    | 15   | +1'08.414 | 29º     |       |
| 21º  | 18 | José Lombardo          | Electrolombar Racing      | Suzuki GSX 1000R    | 15   | +1'08.656 | 26º     |       |
| 22º  | 72 | Marco Tonini           | La Marca                  | Aprilia RSV 1000R   | 15   | +1'12.785 | 27º     |       |
| 23º  | 7  | David Gatenby          | Beowulf Motorsports.com   | Suzuki GSX 1000R K3 | 15   | +1'18.759 | 30º     |       |
| 24º  | 20 | Geoffrey Naze          | Zone Rouge                | Yamaha YZF R1       | 15   | +1'23.761 | 31º     |       |
| 25º  | 12 | Leroy Verboven         | ICSAT                     | Suzuki GSX 1000R    | 15   | +1'33.126 | 32º     |       |
| 26º  | 27 | Raphael De Saver       | RRT Motorsport            | Suzuki GSX 1000R K1 | 15   | +1'33.918 | 33º     |       |
| 27º  | 46 | Tom van Looy           | K.S. Racing               | Suzuki GSX 1000R    | 14   | +1 giro   | 34º     |       |

#### Ritirati
| Nº | Pilota             | Squadra                 | Motocicletta     | Giri | Griglia |
| -- | ------------------ | ----------------------- | ---------------- | ---- | ------- |
| 3  | Gianluca Vizziello | UnionBike GiMotorsport  | Yamaha YZF R1    | 14   | 6º      |
| 9  | Ciro Ranieri       | UnionBike GiMotorsport  | Yamaha YZF R1    | 12   | 20º     |
| 15 | Alex Martinez      | Celani                  | Suzuki GSX 1000R | 11   | 3º      |
| 76 | Fabrizio De Noni   | Moto Racing             | Suzuki GSX 1000R | 8    | 14º     |
| 34 | José Hurtado       | MIR Racing              | Suzuki GSX 1000R | 7    | 17º     |
| 96 | Matěj Smrž         | STK Czech Accr          | Honda CBR 900RR  | 7    | 23º     |
| 86 | Ayrton Badovini    | Biassono R.T. EVR Corse | Ducati 999S      | 5    | 21º     |